# PayU România
PayU România (fostă ePayment) este cea mai mare companie procesatoare de plăți online cu cardul din România.
Compania este furnizor de soluții integrate de comerț electronic și din 2010 este parte a grupului internațional PayU, deținut de Naspers, al doilea jucător în eCommerce la nivel global.
Compania a fost lansată în 2004 de omul de afaceri Radu Georgescu, sub numele ePayment, ca parte a grupului Gecad, iar în anul 2010 a fost cumpărată în proporție de 83% de grupul Naspers.
În ianuarie 2012, compania a fost redenumită din ePayment în PayU România.
În România, compania este lider pe piața de plăți online, cu peste 2 milioane de tranzacții procesate în 2010 în valoare de 121 milioane de euro și o cotă de 90% din volumul total al Romcard.
În anul 2012 PayU a avut un volum de tranzacții procesate de 176 milioane de euro, în creștere cu 27% față de anul anterior.
Număr de angajați în 2011: 39